# Universidad Señor de Sipán
La Universidad Señor de Sipán es una institución privada de educación superior ubicada en la ciudad de Chiclayo (Perú). Fundada el 5 de julio de 1999. 
Cuenta con una población de 19 937 estudiantes en sus programas de pregrado y posgrado, y con 826 docentes.

## Historia
La USS fue creada por el Consejo Nacional para la Autorización y Funcionamiento de Universidades (CONAFU) el 5 de julio de 1999, según resolución N.º 575-99-CONAFU. Inició su funcionamiento en abril del año 2000 con 5 carreras profesionales. Actualmente cuenta con 4 facultades y 25 carreras profesionales.

## Programas de pregrado
La Universidad Señor de Sipán cuenta con 25 carreras profesionales divididas en 4 facultades.
| Pregrado presencial                              | Pregrado presencial |
| ------------------------------------------------ | --- |
| Facultad de Ciencias de la Salud                 | - Estomatología - Enfermería - Medicina Humana - Tecnología Médica con Especialidad en Laboratorio Clínico y Anatomía Patológica - Tecnología Médica con Especialidad en Terapia Física y Rehabilitación - Tecnología Médica con Especialidad en Radiología |
| Facultad de Ciencias Empresariales               | - Administración - Administración y Marketing - Administración y Emprendimiento - Administración de Negocios Internacionales - Contabilidad - Contabilidad y Finanzas                                                                                       |
| Facultad de Derecho y Humanidades                | - Artes y Diseño Gráfico Empresarial - Ciencias de la Comunicación - Psicología - Trabajo Social - Derecho |
| Facultad de Ingeniería, Arquitectura y Urbanismo | - Arquitectura - Arquitectura y Diseño de Interiores - Ingeniería Agroindustrial e Industrias Alimentarias - Ingeniería Civil - Ingeniería de Sistemas - Ingeniería de Software - Ingeniería Industrial - Ingeniería Mecánica Eléctrica                     |

## Modalidad de Carreras para Gente con Experiencia
Modalidad dirigida a personas con estudios secundarios completos, de 24 años a más (mínimo con 2 años de experiencia laboral acumulados al inicio del proceso de matrícula), donde el estudiante puede encontrar un equilibrio entre los estudios, el trabajo y la familia, llevando cursos presenciales en donde su experiencia laboral enriquece el modelo de enseñanza basado en la Andragogía.
| CARRERAS PRESENCIALES             | CARRERAS PRESENCIALES         |
| --------------------------------- | ----------------------------- |
| Facultad de Derecho y Humanidades | - Psicología - Trabajo Social |

| CARRERAS SEMIPRESENCIALES                        | CARRERAS SEMIPRESENCIALES                                    |
| ------------------------------------------------ | ------------------------------------------------------------ |
| Facultad de Ciencias Empresariales               | - Administración - Administración y Marketing - Contabilidad |
| Facultad de Ingeniería, Arquitectura y Urbanismo | - Ingeniería de Software - Ingeniería Civil                  |
| Facultad de Derecho y Humanidades                | - Psicología - Trabajo Social                                |

## Programa de Posgrado
Comprometidos con la formación integral de los futuros líderes organizacionales, el objetivo de la Escuela de Posgrado de la USS es balancear contenidos que aporten lo último y mejor del conocimiento científico con destacadas prácticas y estrategias corporativas, ofreciendo exitosos[cita requerida] programas de maestrías y diplomados.
| MODALIDAD A DISTANCIA | MODALIDAD A DISTANCIA |
| --------------------- | --- |
| Maestrías             | - Maestría en Coaching y Liderazgo - Maestría en Ciencias de la Educación con Mención en Gestión de la Calidad y Acreditación Educativa - Maestría en Ciencias de la Educación con Mención en Gestión Educativa - Maestría en Derecho Civil y Procesal Civil - Maestría en Derecho Notarial y Registral - Maestría en Derecho Penal y Procesal Penal - Maestría en Derecho Administrativo - Maestría en Derecho Laboral - Maestría en Gerencia de Servicios de Salud - Maestría en Enfermería y Gestión del Cuidado Integral - Maestría en Gestión de Innovación en Estomatología - Maestría en Psicología Clínica y Comunitaria - Maestría en Gobierno y Gestión de la Salud Pública - Maestría en Finanzas Corporativas - Maestría en Administración y Marketing Digital - Maestría en Tributación Nacional e Internacional - Maestría en Administración de Negocios MBA - Maestría en Gestión de Empresas Agroexportadoras - Maestría en Gobierno y Gestión Pública - Maestría en Gestión de Empresas Turísticas y Hoteleras - Maestría en Gestión del Talento Humano |
| Diplomados            | - Diplomado en Metodología de la Investigación Cualitativa y Análisis de Datos con Atlas Ti - Diplomado en Inteligencia Artificial en la Transformación Digital Educativa - Diplomado en Gestión del Riesgo de Desastres - Diplomado en Auditoria en Salud - Diplomado en Gestión Pública - Diplomado en Investigación Científica - Diplomado en Seguridad y Salud en el Trabajo - Diplomado en Violencia Familiar y de Género - Diplomado en Gestión Comercial y Ventas - Diplomado en Competencias Digitales e Innovación Educativa - Diplomado en Transformación Digital |

## Infraestructura

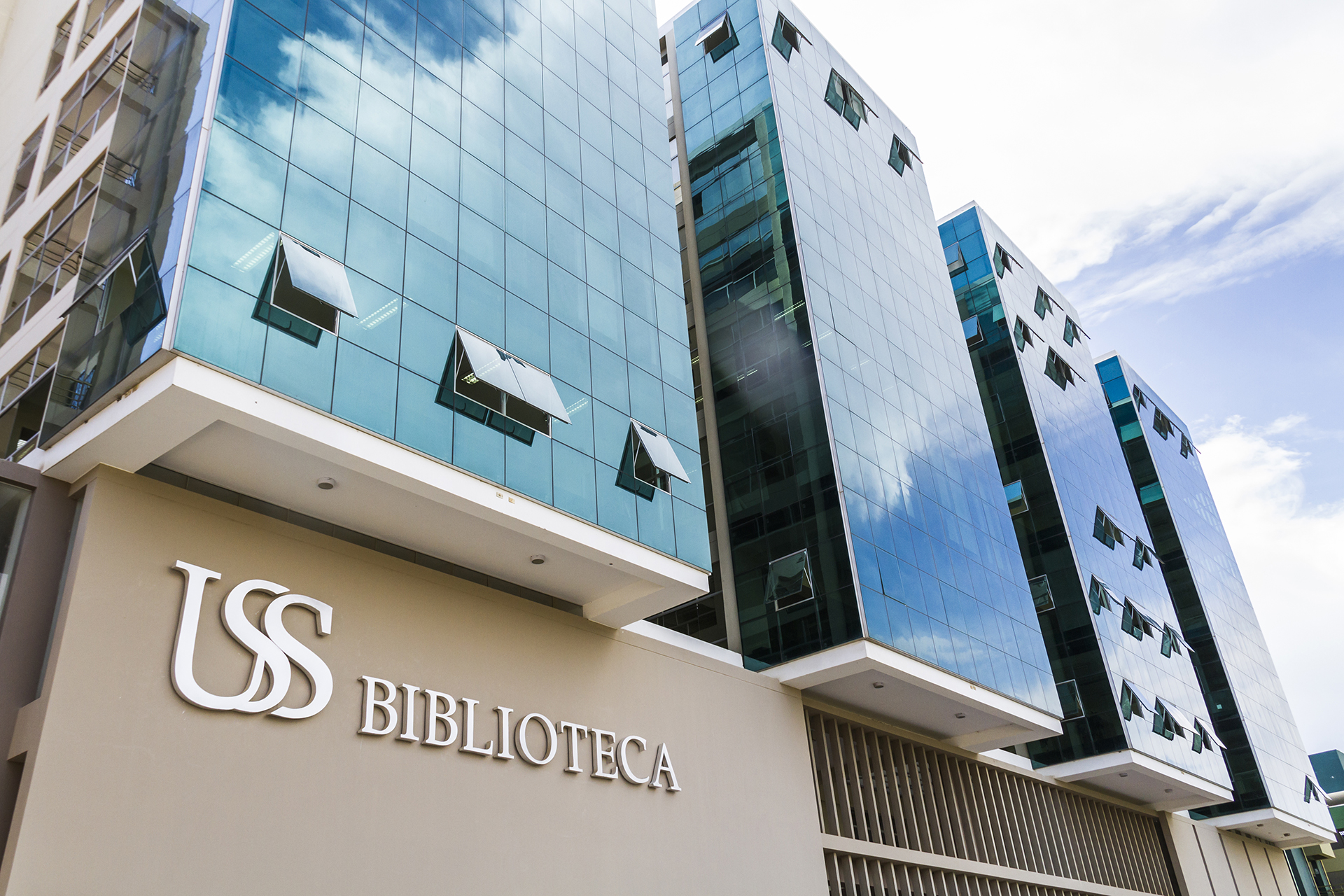
El Centro de Información de la USS

La USS cuenta con sedes y oficinas de informes en:

### Chiclayo
- Campus Universitario: km. 5 carretera a Pimentel / T. 074 481610
- Av. Luis Gonzáles 1004 / T. 074 481621
- Calle Elías Aguirre 933 / T. 074 481625

## Rankings académicos
En los últimos años se ha generalizado el uso de rankings universitarios internacionales para evaluar el desempeño de las universidades a nivel nacional y mundial; siendo estos rankings clasificaciones académicas que ubican a las instituciones de acuerdo a una metodología científica de tipo bibliométrica que incluye criterios objetivos medibles y reproducibles, tomando en cuenta por ejemplo: la reputación académica, la reputación de empleabilidad para los egresantes, la citas de investigación a sus repositorios y su impacto en la web. Del total de 92 universidades licenciadas en el Perú, la Universidad Señor de Sipán se ha ubicado regularmente dentro del tercio medio a nivel nacional en determinados rankings universitarios internacionales.